# 九十九之月
《九十九之月》是Sugar Pot于2012年2月24日發售的戀愛冒險成人遊戲。本作品是以日本九州长崎车站为舞台的恋爱故事。预约初回版的玩家可以得到一张收录了主题曲的CD单曲。

## 登場人物

### 主要角色
大羽慶太
故事中的男主角，為玩家在游戏中扮演的角色。幼时父母双亡，在各个亲戚之间奔波流离。因为一场意外事故而失去了小时候的记忆。现在和妹妹摩耶租住一间房子。除了亲戚的资助以外，在家庭餐厅CuCu打工维持生计。
大羽摩耶
庆太的妹妹。擅长家务和料理。性格有点胆小怕生，经常会觉得有点自卑，让庆太很头疼。总是惯着津云。
津云（声：青叶林檎）
庆太在神社后山上遇到的神秘少女，后来跟随庆太和摩耶一同生活。称呼庆太为“哥哥”。虽然年龄只比庆太小一岁，但内心却还是个小孩子。和雏子的关系很好。名字“津云”在日语中与“九十九”同音。
北条茜（声：上田朱音）
庆太的青梅竹马，是学校内剑道部主将。总是挥舞着竹刀到处走动。性格开朗活泼到根本不像是一个女孩子，经常和庆太拌嘴，同时也是庆太的同班同学。
鷲見雪菜
庆太和摩耶在神社遇见的巫女。行为举止端庄典雅，总是一身巫女的装扮，也引得不少人的注目。似乎拥有着某种神奇的能力。

### 其他角色
塚本麻香
庆太的表姐，同时也是庆太打工快餐店CuCu的店长。拥有着如同春风般的微笑，不过有时候会突发性的天然呆。深知庆太和摩耶的经历，很是关心他们两人。
房东小姐（声：鈴音華月）
姓氏是赤木。是庆太和摩耶租住的公寓——赤木庄的房东，所以都称呼为房东小姐。有个女儿叫雏子，对她很是关爱。
雛子
房东小姐的女儿。性格比较内向，总是躲在房东小姐的身后，似乎有点害怕庆太。和津云的关系很好。

## 工作人员
- 制作公司：Sugar Pot[1]
- 剧本：尾之上咲太
- SD原画：結城葵
- 原画：、成瀨守、
- 企画：Sugar Pot、尾之上咲太、

## 主題歌
片头曲《九十九之月》
作詞 - 山下慎一狼 / 作曲・編曲 - 新井健史 / 吉他 - 寺前甲（Demetori） / 歌 - nao
片尾曲《絆星》
作詞 -  / 作曲・編曲 -  / 歌 -  & 
同名唱片集于2012年4月6日发售。